# Журнал садоводства
Журна́л садово́дства — журнал, издаваемый Российским обществом любителей садоводства.
Выходил в Москве с 1838 по 1855 по 6 книг в год, с 1856 по 1859 ежемесячно. Редакторы: В. В. Беликов (1838—1840), И. О. Шиховский, Е. Классен (1841—1855), П. Пикулин (1856—1859). 
В 1861 году возобновился под редакцией А. Грелля и выходил ежемесячно до 1865 года. 
В 1873 году возобновился во второй раз под редакцией В. К. Попандопуло и существовал до 1876 года. продолжение его стал журнал Сад и огород.